# 제9회 금마장
제9회 금마장의 시상식에 관한 내용이다. 1971년 10월 30일 중화민국 타이베이시 중산에서 개최되었다.

## 수상 및 후보

### 감독상
- 정선새 수상

### 남우주연상
- 왕인 수상

### 여우주연상
- 노연 수상

### 남우조연상
- 왕융 수상

### 여우조연상
- 진사리 수상